# Wspólnota administracyjna Metzingen
Wspólnota administracyjna Metzingen – wspólnota administracyjna (niem. Vereinbarte Verwaltungsgemeinschaft) w Niemczech, w kraju związkowym Badenia-Wirtembergia, w rejencji Tybinga, w regionie Neckar-Alb, w powiecie Reutlingen. Siedziba wspólnoty znajduje się w mieście Metzingen.
Wspólnota administracyjna zrzesza jedno miasto i dwie gminy wiejskie:
- Grafenberg, 2 614 mieszkańców, 3,51 km²
- Metzingen, miasto, 22 035 mieszkańców, 34,61 km²
- Riederich, 4 243 mieszkańców, 4,61 km²